# آرثر بيبودي
آرثر بيبودي (بالإنجليزية: Arthur Peabody)‏ هو مهندس معماري أمريكي، ولد في 16 نوفمبر 1858، وتوفي في 6 سبتمبر 1942.